# Batalla de Otumba
La batalla de Otumba fue un enfrentamiento entre las fuerzas mexicas y aliadas encabezadas por el cihuacóatl Matlatzincátzin y las de Hernán Cortés conformadas por los conquistadores españoles y sus aliados tlaxcaltecas, que se llevó a cabo el 7 de julio de 1520 en Temalcatitlán —una llanura cercana a Otumba— durante el desarrollo de la Conquista de México. El resultado de la batalla fue una victoria para los españoles y sus aliados tlaxcaltecas, la cual permitió a Cortés volver a reorganizar su ejército, el cual había sufrido bajas unos días antes en el episodio conocido como la Noche Triste. Un año más tarde, mediante el refuerzo de su ejército con nuevos hombres y pertrechos, y la creación de alianzas con los pueblos indígenas que habían sido sojuzgados por los mexicas, Cortés logró sitiar y conquistar México-Tenochtitlan.
La victoria del ejército de Hernán Cortés (españoles y aliados tlaxcaltecas), en extrema inferioridad numérica, cambió el rumbo de la conquista de Mesoamérica y ha sido reconocida como una de las más grandes hazañas bélicas en la historia del Imperio Español.

## Antecedentes

### Matanza de Tóxcatl
Hernán Cortés había logrado subyugar al huey tlatoani Moctezuma Xocoyotzin, sin embargo el arribo inesperado de la expedición comandada por Pánfilo de Narváez a Veracruz alteró el avance que habían logrado los conquistadores. Narváez tenía órdenes específicas de Diego Velázquez de Cuéllar para capturar a Cortés y llevarlo de vuelta a Cuba en calidad de prisionero, pero este decidió enfrentar personalmente a su adversario sorprendiéndolo para después convencer a sus tropas de anexarse a sus planes de conquista.
Antes de partir a Veracruz, Cortés dejó a Pedro de Alvarado al mando de los españoles que quedaron en México-Tenochtitlan. En esos días, los mexicas celebraban el ritual del mes tóxcatl, dedicado a Tezcatlipoca. Los testimonios indígenas señalan que, tras la autorización de Moctezuma para la realización del ritual, los españoles se aprestaron a las armas. Durante el desarrollo de la fiesta, los españoles cerraron las entradas del recinto del Templo Mayor y atacaron a los mexicas. En un principio, estos quedaron atónitos ante el ataque, una vez repuestos se organizaron para responder al ataque de los españoles y sus aliados tlaxcaltecas, quienes no tuvieron más remedio que refugiarse en el palacio de Axayácatl. Este episodio se conoce como matanza de Tóxcatl o del Templo Mayor.
Fray Bernardino de Sahagún narra el episodio en el Códice Florentino:

Pues algunos intentaban salir: allí en la entrada los herían, loos apuñalaban. Otros escalaban los muros; pero no pudieron salvarse. Otros se metieron en la casa común: allí s´se pusieron en salvo. Otros se entremetieron entre los muertos, se fingieron muertos para escapar. Aparentando ser muertos, se salvaron. Pero si entonces alguno se ponía en pie, lo veían y lo acuchillaban.
La sangre de los guerreros cual si fuera agua corría: como agua que se ha encharcado y el hedor de la sangre se alzaba al aire, y de las entrañas que parecían arrastrarse.
Y los españoles andaban por doquiera en busca de las casas de la comunidad: por doquiera lanzaban estocadas, buscaban cosas: por si alguno estaba oculto allí; por doquiera anduvieron, todo lo escudriñaron. En las casas comunales por todas partes rebuscaron.

Cuando Cortés regresó de Veracruz, con parte del ejército de Narváez y más aliados tlaxcaltecas, encontró que los tenochcas estaban muy agraviados por los sucesos de Tóxcatl. Cortés convenció a Moctezuma para que se dirigiera a su pueblo para calmarlo. Los tenochcas desconocieron su autoridad y lo atacaron. Moctezuma murió después de ese episodio, en circunstancias poco claras. En sustitución de él, Cuitláhuac fue elegido nuevo tlatoani de Tenochtitlan. La hostilidad contra los conquistadores continuó durante los siguientes días. Considerando la superioridad numérica y la falta de abasto de alimentos, Cortés no tuvo más alternativa que organizar una retirada, la cual se llevó a cabo bajo llovizna, durante la noche del 30 de junio y la madrugada del 1 de julio de 1520.

### Noche Triste y escape hacia Tlaxcala

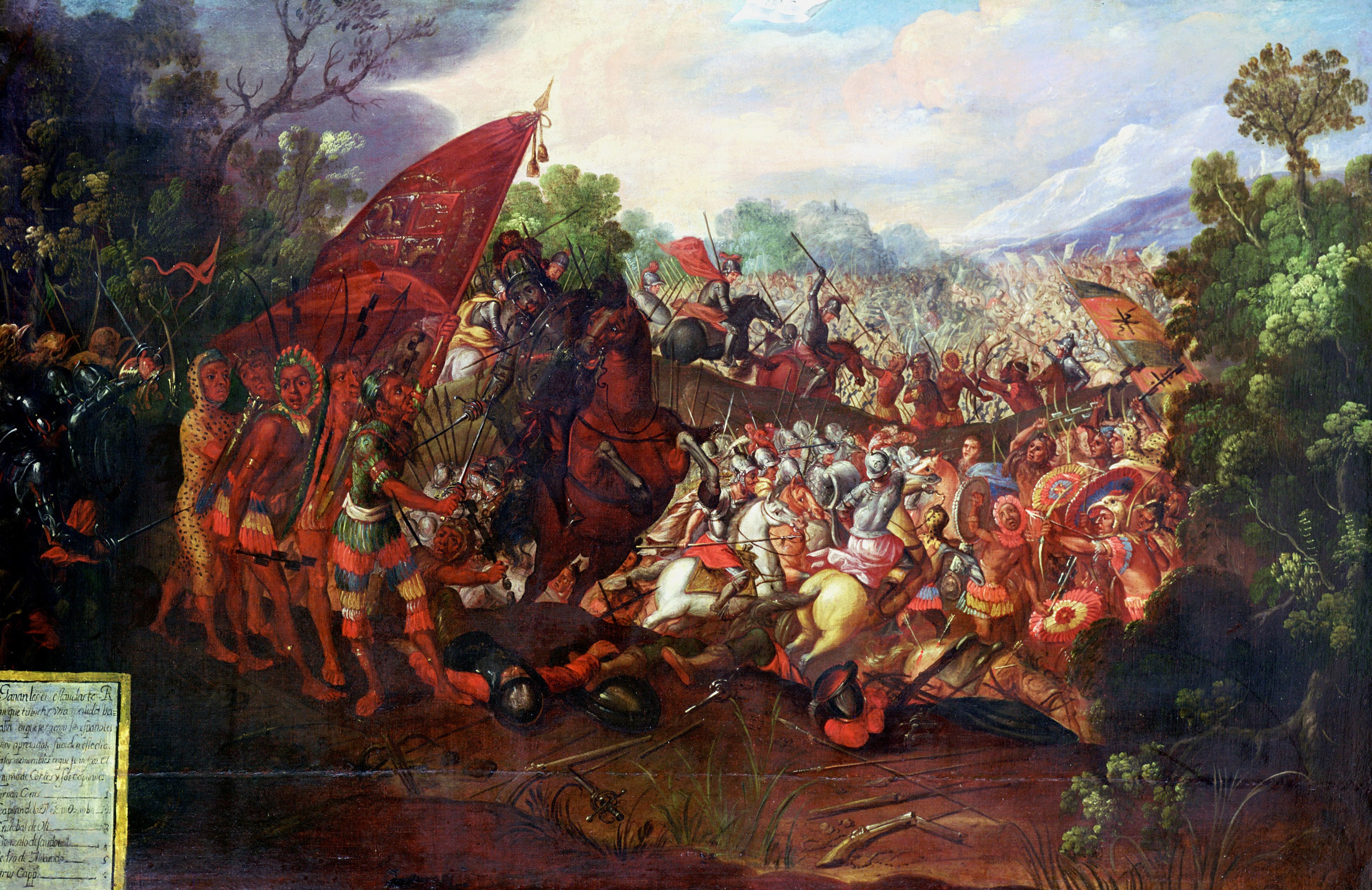
Batalla de Otumba. Óleo del siglo

Ruta de escape de los españoles hacia Tlaxcala tras la Noche Triste.

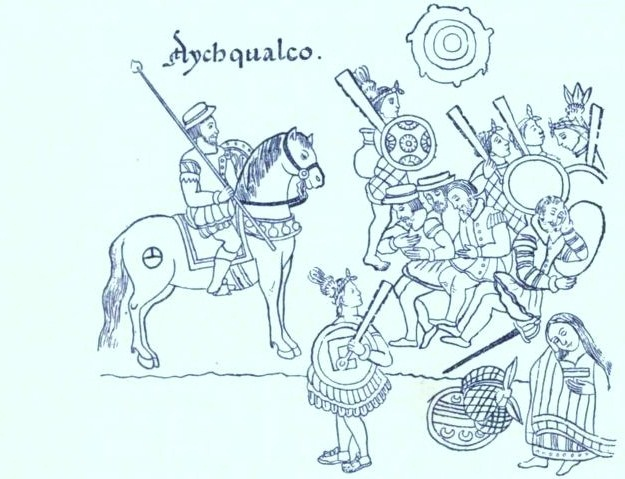
Aychqualco en el Lienzo de Tlaxcala. Se observa un grupo de españoles y tlaxcaltecas descansando y otro montando guardia.

Los conquistadores emprendieron su escape hacia el poniente, por la calzada de Tlacopan, la cual era la más corta para salir de la ciudad. Utilizaron vigas y tablas del palacio de Axayácatl como puentes portátiles para cruzar las cortaduras de la calzada. Los siete u ocho mil hombres que emprendieron la retirada marcharon en tres grupos, el de vanguardia comandado por Gonzalo de Sandoval, el central, que era el grupo más numeroso comandado por Hernán Cortés, y la retaguardia, en donde iban Pedro de Alvarado y Juan Velázquez de León. Lograron cruzar los canales de Tecpantzinco, Tzapotlan y Atenchicalco, pero la sigilosa marcha fue descubierta cuando llegaron a Mixcoatechialtitlan, lugar en donde comenzó la batalla. Se intercambiaron dardos y lanzas por tiros de ballestas y arcabuces, hubo bajas por ambos bandos.
Al llegar al canal de los Toltecas, en Tlaltecayohuacan, muchos españoles y tlaxcaltecas cayeron en el agua. Se perdieron cuarenta y seis caballos, toda la artillería y una buena parte del tesoro de Moctezuma. Existen fuertes discrepancias en cuanto al número de españoles y tlaxcaltecas que murieron o fueron aprehendidos esa noche, no obstante, se estima que sobrevivió tan solo una tercera parte de ellos. Entre los muertos se encontraban el nigromante Blas Botello, Francisco de Morla, Francisco de Saucedo y Juan Velázquez de León. Es muy probable que los prisioneros y los que no pudieron escapar hayan sido sacrificados días más tarde a Huitzilopochtli. Al amanecer, los sobrevivientes se reunieron en tierra en firme, en Popotla, después de hacer el recuento de los daños a Cortés «se le saltaron las lágrimas de los ojos».
Los conquistadores continuaron su marcha hasta Tlacopan (hoy Tacuba), en donde descansaron en el monte de Otocampulco (hoy Los Remedios), aunque fueron ayudados por algunos otomíes, fueron obligados a retirarse al ser atacados por los tepanecas. Pasaron la noche en Acueco, al emprender la marcha en la madrugada del día siguiente, los mexicas los iban acosando dando gritos de guerra a lo lejos. Cuando los conquistadores llegaron a Calacoaya atacaron a sus habitantes, quienes no se les habían enfrentado. Una vez que desquitaron su ira destruyendo este pueblo, cruzaron los llanos de Atizapán y subieron a Teocalhueyacan. Tras confrontar nuevamente a sus perseguidores, continuaron su camino a Cuautitlán y Tepotzotlán, por los lomeríos del poniente del valle de México, para rodear la zona lacustre por el lado norte y después dirigirse hacia el oriente rumbo al territorio amigo de Tlaxcala.
Poco después de cruzar por Zumpango, pernoctaron la noche del 5 de julio en Aychqualco. Cuando emprendieron la marcha al día siguiente, fueron atacados por la retaguardia en Aztacuemecan en donde los mexicas mataron al caballo de Cristóbal Martín de Gamboa, el cual fue la primera carne que comieron los españoles desde que habían salido de México. Después de librar otra escaramuza pasaron la noche en Tonaxipan..

## Beligerantes

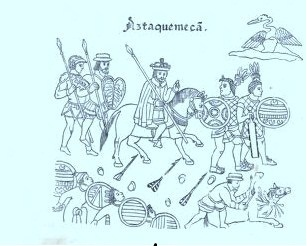
Representación de Aztacuemecan en el lienzo de Tlaxcala. En esta lámina se observa el asedio de los mexicas y la muerte del caballo de Cristóbal Martín de Gamboa, el cual fue la primera carne que comieron los españoles desde que huyeron de Tenochtitlan.

Todas las narraciones —incluyendo los relatos de los indígenas— coinciden en que una multitud de mexicas los atacaron en las cercanías de Otumba. Pero ninguna de las crónicas escritas por Hernán Cortés, Bernal Díaz del Castillo, Francisco de Aguilar, Bernardino Vázquez de Tapia o los testimonios de los informantes de Bernardino de Sahagún consigna un número específico de sus contrincantes.
Los historiadores españoles Francisco López de Gómara, Francisco Cervantes de Salazar, Antonio de Solís y Rivadeneyra, y el novohispano Fernando de Alva Ixtlilxóchitl, afirmaron en sus obras que eran 200 000 mexicas y aliados las fuerzas que confrontaron a los conquistadores españoles, quienes con ayuda de los tlaxcaltecas les produjeron 20 000 muertos. A mediados del siglo XIX, el historiador estadounidense William H. Prescott consignó los mismos números haciendo referencia a las obras de los historiadores españoles.
En contraste, a finales del mismo siglo XIX, los historiadores mexicanos Manuel Orozco y Berra y Alfredo Chavero calificaron dichas cifras como exageradas y jactanciosas, de igual forma lo hizo el historiador español Manuel Serrano y Sanz.
Hacia mediados y finales del siglo XX, los historiadores mexicanos Carlos Pereyra, José Luis Martínez y el historiador británico Hugh Thomas describen una fuerza numerosa de guerreros mexicas sin especificar un número determinado de beligerantes, tal y como lo reflejaron las crónicas de los conquistadores del siglo XVI.
Según Pablo Martín Gómez, hablando de los efectivos totales que podían movilizar los aztecas:

Los historiadores más rigurosos hablan de fuerzas de veinte mil guerreros para Tenochtitlan y otros tantos entre las otras dos ciudades de la triple alianza, Tacuba y Texcoco. A esto habría que sumar los contingentes de los pueblos tributarios (...) Pero estos enormes números de combatientes serían solo los cómputos totales. Normalmente los contingente serían mucho más pequeños, sobre todo si se tiene en cuenta que la mayoría de los guerreros eran también campesinos, que no podían abandonar sus labores mucho tiempo, y todos juntos solo en caso de extrema necesidad
Pablo Martín Gómez

Por lo tanto, los aztecas y sus vasallos podían reunir como mucho unos 100 000 guerreros. De esta cifra es necesario descontar las bajas ya sufridas, las deserciones de pueblos vasallos, los contingentes ocupados en otras tareas (como asediar a los españoles que se habían rezagado en la capital) y los que por cualquier motivo estaban demasiado lejos, en diversos puntos del imperio azteca. También es necesario tener en cuenta que los españoles habían demostrado ser enemigos temibles, muy difíciles de vencer por la superioridad de su armamento, de manera que para acabar con ellos definitivamente, los aztecas enviarían la fuerza más grande posible, y que muchos guerreros desearían unirse al combate para participar en lo que se preveía iba a ser una gran victoria. Por lo tanto es razonable estimar los efectivos aztecas y aliados en Otumba en 20 000 guerreros, o incluso más.
Aunque existen muchas discrepancias en cuanto al número de bajas que sufrieron los conquistadores durante la Noche Triste, se describe que el número de españoles que participaron en la batalla de Otumba oscila entre 340, 440 o 600 hombres. El número de tlaxcaltecas es generalmente omitido por todos los historiadores, aunque de acuerdo a Chavero podrían haber sido de 3000 guerreros aliados. Sin embargo todos los demás historiadores y cronistas dan cifras mucho más bajas, de un millar o menos. Por su parte, Bernal Díaz del Castillo describe que al acudir al socorro de Pedro de Alvarado, en México, fueron por todos alrededor de 1300 soldados, 97 a caballo, 80 ballesteros, otros tantos escopeteros, más de 2000 soldados tlaxcaltecas y mucha artillería. De ellos habría que descontar los caídos en la Noche Triste, que fueron, aún citando a Díaz del Castillo, sobre 870 españoles y 1200 tlaxcaltecas. Por lo tanto unas cifra razonables para ambos bandos son de 20 000 aztecas contra 600 españoles (incluidas algunas mujeres) y algo menos de 1000 tlaxcaltecas.

## Desarrollo

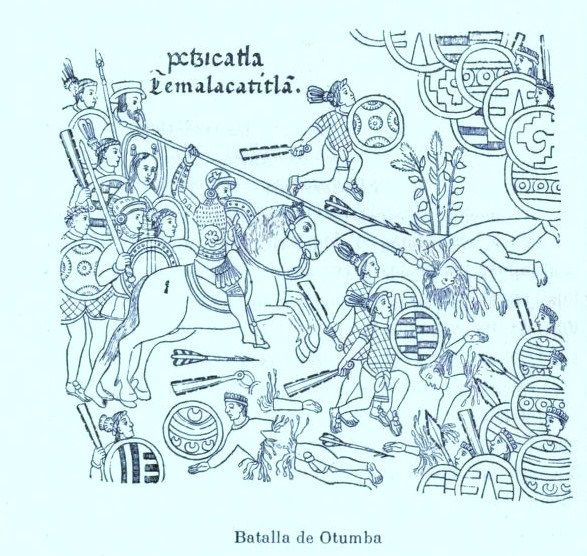
Representación de la batalla de Otumba en el lienzo de Tlaxcala. Esta lámina muestra que la batalla de Otumba se desarrolló en las llanuras de Temalcatitlán. Se observa la muerte del cihuacóatl, quien se encontraba al pie de la loma de Petzicatla, nombre que además de estar escrito en caracteres latinos se representa con el glifo de tres tallos de la hierba petzicatl o pitzicatl.

Después de haber peleado varias escaramuzas en su trayectoria de escape hacia Tlaxcala, el sábado 7 de julio de 1520, un gran contingente de guerreros mexicas -—en su mayoría mexicas y tepanecas, así como aliados de Tlalnepantla, Cuautitlán, Tenayuca, Otumba y Cuautlalpan— les alcanzó en los llanos de Temalcatitlan, poco después de haber pasado Otompan. Aislados de posibles refuerzos y heridos, cabía la posibilidad de capitular, pero allí no sucedía como en Europa donde si uno se rendía perdía el honor pero salvaba la vida. Sabedores de que los mexicas siempre sacrificaban a sus prisioneros, los cerca de quinientos españoles sobrevivientes, varios mastines y sus aliados tlaxcaltecas, se decidieron a luchar a pesar de no disponer ya de artillería y haber perdido buena parte de sus caballos y arcabuces tras la derrota sufrida durante la huida de México-Tenochtitlan.
De acuerdo al historiador Hugh Thomas, el tlatoani Cuitláhuac encabezó la persecución de los españoles y sus aliados en retirada. Alfredo Chavero, por su parte, basado en el manuscrito de Chimalpahin, indicaba que Cuitláhuac ordenó la persecución a su hermano, el cihuacóatl (jefe militar) Matlatzincatzin, mientras él permaneció en Tenochtitlan para combatir un remanente de españoles que no pudo escapar y para lidiar con algunos mexicas —entre ellos Cihuacohuatzin, Cihuapopocatzin, Cipocatli y Tencuecuenotzin, hijos unos y hermanos otros de Moctezuma Xocoyotzin— que habían sido fieles partidarios de los españoles.
Los mexicas no sabían de la estrategia bélica ni de los planteamientos tácticos propios de los ejércitos europeos. La intención de los mexicas no era matar a los españoles sino capturarlos para luego sacrificarlos. Por esta razón, cuando Matlatzincatzin vio que los españoles eran pocos, ordenó a sus hombres que los rodearan. Hernán Cortés pronto se percató de la intención de los aztecas y ordenó a la tropa española formar un círculo colocando a los piqueros en la parte exterior del mismo para ir repeliendo los ataques.
Entonces comenzó una intensa batalla en que los españoles y sus aliados resistieron durante horas en una lucha cuerpo a cuerpo, intercambiando flechas por disparos de ballesta y más flechas de los aliados. La infantería española mantenía la posición cerrada, soportando las embestidas de los mexicas, utilizando sus picas, espadas y bien protegidos por sus corazas y rodelas. Las cargas se iban sucediendo pero la infantería, aun con dificultades, aguantaba. Los españoles y sus aliados rompieron varias veces el cerco azteca causando bajas a los adversarios. Los mexicas reemplazaban en el acto las bajas con nuevas tropas y volvían a cargar contra los españoles.[cita requerida] María de Estrada, una de las pocas mujeres españolas que participó en la expedición de conquista, peleó en esta batalla con una lanza en la mano «como si fuese uno de los hombres más valerosos del mundo» Los españoles resistieron con ayuda de sus aliados tlaxcaltecas, que combatieron con armamento mesoamericano. Entre los tlaxcaltecas se distinguió el capitán Calmecahua, quien era hermano de Maxixcatzin, señor de Ocotelulco, y uno de los jefes principales de la república tlaxcalteca.

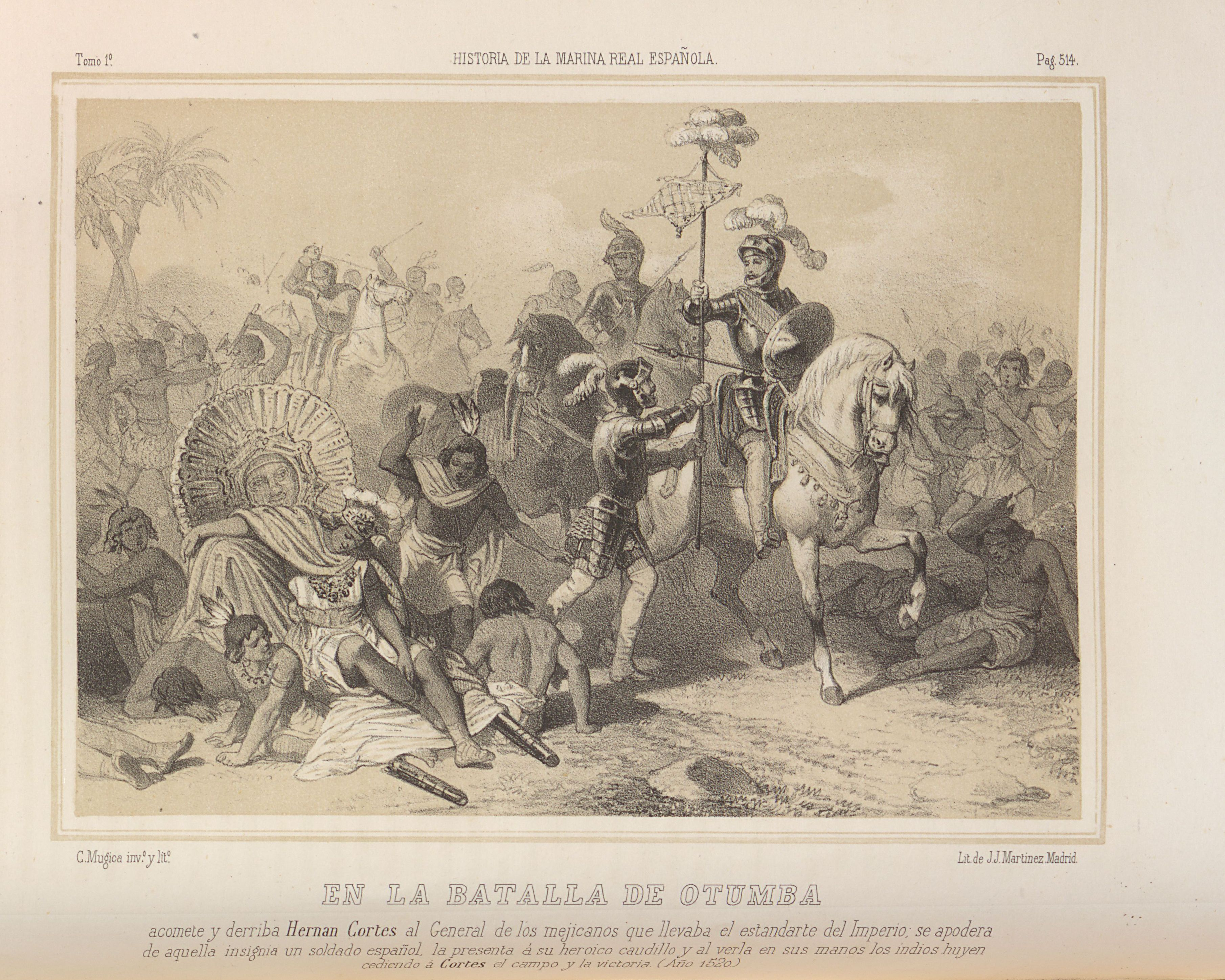
Litografía de Carlos Múgica representando la batalla

Cortés comunicó a sus hombres más cercanos un plan. Por sus aliados tlaxcaltecas supo que matar al cihuacóatl y obtener su estandarte real decidía batallas entre los mesoamericanos, así que propuso realizar una carga de caballería para romper el cerco y llegar al cerro donde se encontraba Matlatzincatzin, el jefe militar de los mexicas. Tras romper el cerco, Diego de Ordás quedó al mando de los soldados de infantería y Cortés se hizo acompañar de Gonzalo Domínguez, Cristóbal de Olid, Gonzalo de Sandoval y Juan de Salamanca para ejecutar la maniobra contra Matlatzincatzin.
Tras invocar a Santiago —según cronistas como Díaz del Castillo—, los jinetes españoles se abrieron paso entre sus contricantes. Cortés derribó a Matlatzincatzin y Salamanca lo mató con su lanza, apoderándose del tocado de plumas y el tlahuizmatlaxopilli (estandarte de guerra) de los mexicas. El ejército mexica rompió filas al no tener un mando y comenzó la retirada. De esta manera se consumó la victoria de los españoles. Los españoles y tlaxcaltecas pudieron replegarse en dirección a Tlaxcala sin ser perseguidos más. De acuerdo con la opinión del historiador Manuel Orozco y Berra, los mexicas cometieron un error táctico al no continuar la persecución, pero después de la muerte de su general ésta ya no era una opción.
Los conquistadores pasaron la noche en Apan y llegaron el 8 de julio a los territorios tlaxcaltecas. Fueron recibidos por el tecuhtli de Xaltelolco, Citlalpopoca, quien les proporcionó víveres y alimento así como pastura para los caballos. Continuaron su camino a Hueyotlipan, en donde fueron alcanzados por Maxixcatzin y Huehue Xicohténcatl, quienes los recibieron calurosamente. Finalmente los españoles pudieron descansar para curar sus heridas. Cortés había sido herido en la cabeza durante las escaramuzas del viaje y de dos dedos de la mano izquierda durante la batalla.

## Consecuencias
Días después el emperador Cuitláhuac envió seis emisarios a los tlaxcaltecas proponiéndoles la paz a cambio de la entrega de Cortés y sus hombres, pero estos rechazaron su idea y en su lugar acordaron una nueva alianza con los españoles para reconquistar Tenochtitlan. A pesar de la abierta oposición de Xicohténcatl Axayacatzin, quien siempre había desconfiado de los españoles, su padre, Huehue Xicohténcatl, y Maxicatzin pactaron la alianza con Cortés exigiendo a cambio, tras la futura derrota de los mexicas, el dominio de Cholula, la construcción de una fortaleza en Tenochtitlan, parte del botín que obtendrían los conquistadores y no pagar tributo a quienes resultaran gobernantes.
En Tenochtitlan, Cuitláhuac nombró a Atlacótzin —nieto de Tlacaélel— como su nuevo cihuacóatl y a Cuauhtémoc como teotecuhtli o sumo sacerdote. La Excan Tlahtoloyan o Liga del Anáhuac fue restablecida, Tetlepanquetzaltzin asumió el trono de Tlacopan y Coanácochtzin el de Tetzcuco. El 7 de septiembre de 1520, durante los festejos de la coronación del nuevo huey tlatoani, fueron sacrificados los prisioneros españoles y algunos de los caballos que habían sobrevivido al episodio de la Noche Triste, tras lo que sus cabezas fueron colocadas de forma alternada en el tzompantli del Huēy Teocalli o Templo Mayor. Sin embargo el gobierno de Cuitláhuac solo duró hasta el 25 de noviembre, en esa fecha el huey tlatoani murió a consecuencia de la epidemia de viruela que había comenzado a diezmar a la población indígena y que había comenzado a esparcirse por un esclavo africano que había llegado enfermo en la expedición de Narváez.

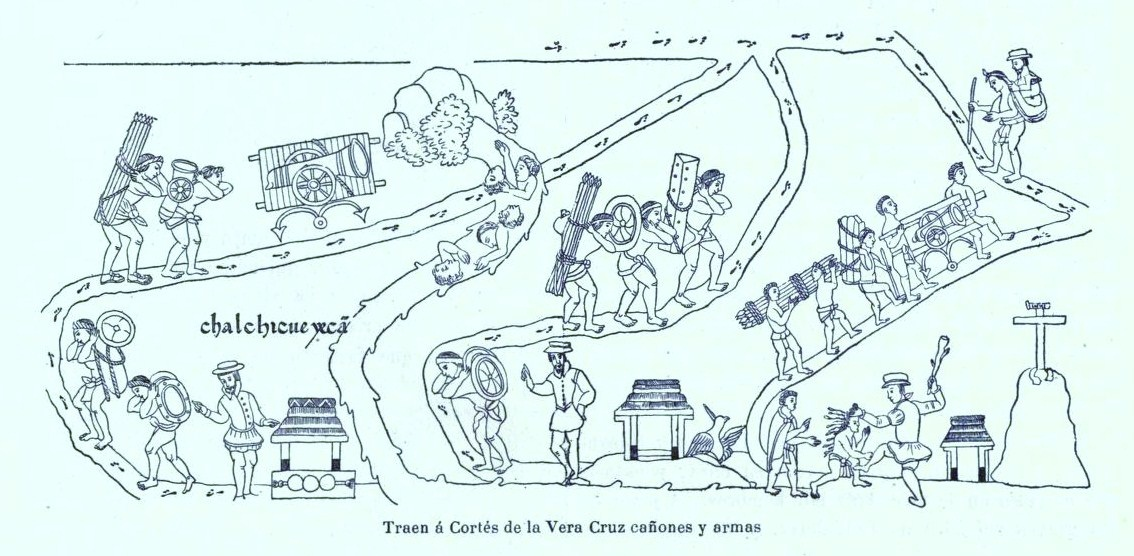
Lámina del Lienzo de Tlaxcala que representa el transporte de armamento que llevaron a cabo los tamemes desde las playas de Chalchihueyecan, en Veracruz, hasta Tlaxcala. El camino de la montaña indica que los españoles siguieron la zona Totonacapan para evitar posibles confrontaciones con los mexicas en las llanuras.

Por su parte, Cortés y sus hombres descansaron veinte días en Tlaxcala, una vez sellado el pacto con los tlaxcaltecas, mandó traer la artillería y armamento que habían dejado en Veracruz. Los conquistadores reanudaron sus actividades militares de conquista, las cuales se extendieron por más de un año. A finales de julio de 1520 dio inicio la campaña de Tepeaca. En octubre, el carpintero Martín López comenzó a construir en Tlaxcala los trece bergantines que serían utilizados en el lago de Texcoco. En diciembre, los enfrentamientos comenzaron a realizarse en los pueblos ubicados en la periferia de la zona lacustre. Entre enero y abril de 1521, Cortés recibió nuevos refuerzos, de esta forma casi logró duplicar el tamaño de su ejército. El 30 de mayo comenzó el sitio a Tenochtitlan, poco antes se había cortado el acueducto de Chapultepec, el cual era el medio de suministro de agua dulce de la ciudad. Finalmente, después de soportar dos meses de confrontaciones, asaltos navales, falta de alimentos, agua y la epidemia de viruela, Cuauhtémoc fue capturado el 13 de agosto de 1521. De esta manera sería conquistada la Ciudad de México-Tenochtitlan.
Años más tarde, en su Historia verdadera de la conquista de la Nueva España, Bernal Díaz del Castillo diría de la victoria española-tlaxcalteca en Otumba:

Todos dimos muchas gracias a Dios que escapamos de tan gran multitud de gente, porque no se había visto ni hallado en todas las Indias, en batalla que se haya dado tan gran número de guerreros juntos, porque allí estaba la flor de México y de Tezcuco y todos los pueblos que están alrededor de la laguna, y otros muchos sus comarcanos, y los de Otumba, Tepetezcuco y Saltocán, ya con pensamiento de que aquella vez no quedara roso ni velloso de nosotros.
Historia verdadera de la conquista de la Nueva España, Bernal Díaz del Castillo

El rey Carlos I reconoció la labor del soldado Salamanca permitiéndole lucir en su escudo de armas el tocado de plumas que había capturado durante la batalla.

## La versión del Códice Ramírez
De acuerdo con esta versión, gran parte del peso de la batalla recayó en Ixtlilxóchitl II de Texcoco, quien con su numeroso ejército no solo distrajo a los mexicas durante la batalla de la Noche Triste, sino que cubrió en todo momento la retirada de la tropas de Cortés:

«Y entendiendo por don Fernando (Ixtlixochitl) lo sucedido, después de haber tenido una gran batalla con Cuitlahuatzin su tío, que ya era rey, después de la muerte de Moctezuma, dio aviso a sus fronteras para qué le diesen a Cortés toda ayuda necesaria que quisiesen, y aunque les venían algunos mexicanos dando alcance, los de don Fernando se les oponían y detenían. Y así fueron caminando hasta que en uno de los llanos, entre Otumba y Cempohualan llegó don Carlos por orden de su hermano con mas de 100.000 hombres y mucha comida para favorecer a Cortés, pero no conociéndolos Cortés se puso en armas, y aunque don Carlos se hizo a un lado y les mostró la comida y llegándose a un capitán que tenía la bandera, el se la tomó.
Códice Ramírez.»

De acuerdo con esta versión, la principal contribución de Cortés a la batalla fue reconocer a un capitán del ejército aliado y matarlo, sin que en ningún momento estuviera su lado en inferioridad numérica.

## Evaluación
Según el historiador mexicano Juan Miralles: "Otumba vino a significar una batalla de unas repercusiones políticas inmensas. Allí se revirtió la marea. Los españoles, que hasta el momento eran una partida de fugitivos, pasaron a ser los vencedores de la más grande batalla, en número de participantes, jamás librada en suelo mexicano. Y ello se logró sin las armas de fuego y sin experimentar la pérdida de un solo hombre. Acerca de Otumba, prácticamente todos, hasta los más acérrimos enemigos de Cortés, están de acuerdo en afirmar que el golpe de audacia de éste resultó definitivo para el desenlace de la batalla."